# جيمس دنيس برادي
جيمس دنيس برادي (بالإنجليزية: James Dennis Brady) هو محامي وسياسي أمريكي، ولد في 3 أبريل 1843 في بورتسموث في الولايات المتحدة، وتوفي في 30 نوفمبر 1900 في بطرسبرغ في الولايات المتحدة. حزبياً، نشط في الحزب الجمهوري. وقد انتخب عضو مجلس نواب الولايات المتحدة عن ولاية فرجينيا وانتخب عضو مجلس النواب الأمريكي.